# Kjøbenhavns Porcellains Maleri
Kjøbenhavns Porcellains Maleri (ofte forkortet KPM) var en dansk porcelænsmaleri-virksomhed grundlagt 1883. Den blev i 1924 opkøbt af det århusianske grossistfirma Holst & Knudsen, der stod bag Porcelænsfabriken Danmark i Kongens Lyngby.
Holst & Knudsen havde siden 1904 havde forsynet landets isenkræmmere med glas og porcelæn fra nogle af de store fabrikker i Centraleuropa, men efterhånden importerede firmaet porcelænsvarerne udekorerede og lod dem male hertillands, bl.a. hos KPM.
Fabrikken lukkede sammen med "Danmark" i 1969.